# Goldene Zeile
Mit dem Medienpreis Goldene Zeile des pfälzischen Bezirks im Deutschen Journalisten-Verband werden seit 1968 Freunde der Presse ausgezeichnet. Sie wird alljährlich in der Villa Ludwigshöhe im südpfälzischen Edenkoben überreicht. Der Medienpreis ist nicht dotiert, die Preisträger erhalten eine vergoldete Bleizeile, wie sie früher zum Druck von Zeitungen verwendet wurde. Zu den Preisträgern gehören Hannelore Kohl, der Schauspieler Mario Adorf, der deutsch-syrische Autor Rafik Schami, der Fußball-Schiedsrichter Markus Merk, der Radsportler Udo Bölts und der Landauer Politikprofessor Ulrich Sarcinelli. Preisträgerin 2020 ist die Bahnrad-Olympiasiegerin Miriam Welte.

## Geschichte
Der Medienpreis Goldene Zeile war die Idee des 2014 verstorbenen Südpfälzer Journalisten und Verlegers Dieter Hörner: „Freunde der pfälzischen Presse“ sollten ausgezeichnet werden. Dahinter stand die Idee, den offenen, kritischen Austausch zwischen Journalisten und Vertretern verschiedener Bereiche der demokratischen Gesellschaft zu fördern. Der Bornheimer Dieter Hörner sorgte dafür, dass die Verleihung im Kreis Südliche Weinstraße ihre Heimat fand. Über Jahrzehnte war der Keller der Südlichen Weinstraße in Edesheim der Veranstaltungsort, seit 2012 ist es die Villa Ludwigshöhe in Edenkoben. Unter den Preisträgern sind Politiker, Sportler, Schauspieler, kirchliche Würdenträger, Künstler und Wissenschaftler. Die Auswahl trifft alljährlich die Kommission Goldene Zeile, ein Gremium des pfälzischen Journalistenverbands. Die Vorschläge kommen aus der Mitgliedschaft des DJV-Bezirksverbands Pfalz.

## Preisträger
- 1968: Willi Pfaffmann, Polizeibeamter Autobahnpolizei
- 1969: Edgar Janson, Präsident des Pfälzischen Bauernverbandes
- 1970: Bernhard Vogel, Kultusminister, später Ministerpräsident
- 1971: Werner Ludwig, Oberbürgermeister Ludwigshafen, Vorsitzender des Bezirkstags Pfalz
- 1972: Siegfried Perrey, „Mister Olympia“, Sportkoordinator[8]
- 1973: Klaus Fischer, Chef Raumordnungsverband Westpfalz
- 1974: Paul Schädler, Landrat Landkreis Ludwigshafen, später Regierungspräsident
- 1975: Wolfgang Brix, Oberbürgermeister Neustadt an der Weinstraße
- 1976: Paul F. Heye, US-Offizier, Kaiserslautern
- 1977: Wilhelm Sattler, Leitender Oberstaatsanwalt Zweibrücken
- 1978: Klaus Bischofsberger, Oberstudienrat Frankenthal
- 1979: Udo Sopp, Oberkirchenrat, Präsident des 1. FC Kaiserslautern
- 1980: Gerhard Schoenmakers, Bürgermeister Ludwigshafen
- 1981: Eckhard Seeber, Fahrer Helmut Kohls
- 1982: Carlos Schulze-Knappe, Anwalt, Wein-Sachverständiger
- 1983: Kurt Lukas, Marktmeister der Stadt Bad Dürkheim (Wurstmarkt)[9]
- 1984: Erich Bettag, „Käferforscher“, Insektenforscher, Dudenhofen
- 1985: Theo Becker, Ordensmeister Weinbruderschaft der Pfalz
- 1986: Hans-Peter Briegel, FCK-Idol (Übergabe der Goldenen Zeile auf dem Betzenberg)[10]
- 1987: (Zwei Preisträger) Maria Angel, Sekretärin des Oberbürgermeisters, Neustadt an der Weinstraße und Heinz-Josef Recker, Leiter Wasser- und Schifffahrtsamt Mannheim (Verleihungen in Deidesheim)
- 1988: Gerhard Matz, Polizeichef Speyer
- 1989: Heinrich R. Gruber, Künstler, Messedirektor, Pirmasens
- 1990: Heinz-Josef Engels, Archäologe, Leiter der Bodendenkmalpflege, Speyer
- 1991: Stefan Kuntz, FCK- und Nationalspieler (Verleihung in der Sektkellerei Wachenheim)[11]
- 1992: Günter Nehring, Kommandeur Bundesgrenzschutz
- 1993: Jochen Senges, Chefarzt Kardiologie, Klinikum Ludwigshafen
- 1994: Gerd Rheude, Betriebsratsvorsitzender, Daimler-Werk Wörth
- 1995: Fritz Schumann, Weinbausachverständiger
- 1996: Hannelore Kohl, Gründerin der Stiftung für ZNS-Opfer[12]
- 1997: Norbert Becker, Biologe, Schnakenbekämpfung (KABS)
- 1998: Udo Bölts, Radrennfahrer, zwölfmaliger Tour-de-France-Teilnehmer
- 1999: Hartmut Mehdorn, Chef Heidelberger Druckmaschinen, später Deutsche Bahn AG
- 2000: Hans-Georg Wiebelt, Leiter der Autobahnmeisterei Ruchheim
- 2001: Sylvia Boltz, Kriminalhauptkommissarin, Kriminalpolizei Ludwigshafen
- 2002: Markus Merk, Zahnarzt, FIFA-Schiedsrichter, Kaiserslautern
- 2003: Eggert Voscherau, Stellvertretender Vorstandsvorsitzender BASF
- 2004: Helmut Bleh, Leitender Oberstaatsanwalt, Kaiserslautern[13]
- 2005: Clemens Lindemann, Vorsitzender Siebenpfeiffer-Stiftung, Landrat Saarpfalz-Kreis
- 2006: Erwin Saile, WM-Koordinator, Kaiserslautern[14]
- 2007: Mario Adorf, Schauspieler[15]
- 2008: Werner Schreiner, Geschäftsführer des Verkehrsverbunds Rhein-Neckar[16]
- 2009: Martin Schwarzweller, Geschäftsführer Sportbund Pfalz, Kaiserslautern
- 2010: Ulrich Sarcinelli, Politikwissenschaftler, Vize-Präsident der Universität Koblenz-Landau[17]
- 2011: Roland Paul, Historiker, Institut für pfälzische Geschichte und Volkskunde
- 2012: Andrea Zeeb-Lanz, Archäologin, Direktion Landesarchäologie Rheinland-Pfalz, Speyer[18][19]
- 2013: Wolfgang Bühring, Geschäftsführer Stadtwerke Speyer[20]
- 2014: Lothar Maurer, Kinderarzt, Frankenthal[21]
- 2015: Sybille Jatzko und Hartmut Jatzko, Opfer- und Hinterbliebenennachsorge[22]
- 2016: Rafik Schami, Autor[23]
- 2017: Bernhard Knoop, Leiter der Wormser Dienststelle des Landesbetriebs Mobilität[24]
- 2018: Theresia Riedmaier, SPD-Politikerin und ehemalige Landrätin der Südlichen Weinstraße[25]
- 2020: Miriam Welte, Bahnrad-Olympiasiegerin, Kaiserslautern[26]